# Lewis Powell

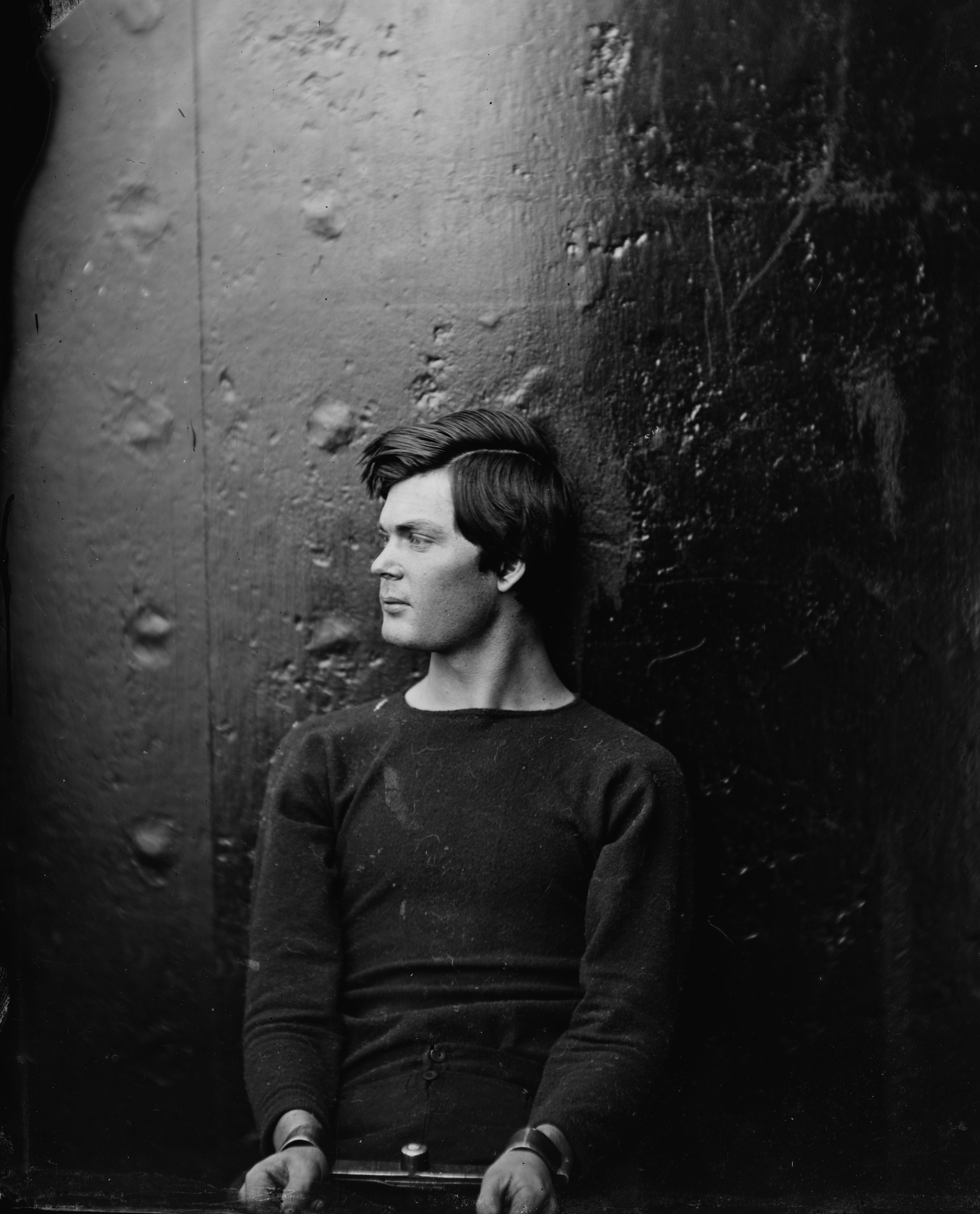
Lewis Powell als Häftling 1865

Lewis Thornton Powell (auch bekannt als Lewis Paine oder Payne; * 22. April 1844 in Randolph County, Alabama; † 7. Juli 1865 in Washington, D.C.) war ein US-amerikanischer Mitverschwörer des Lincoln-Attentäters John Wilkes Booth.

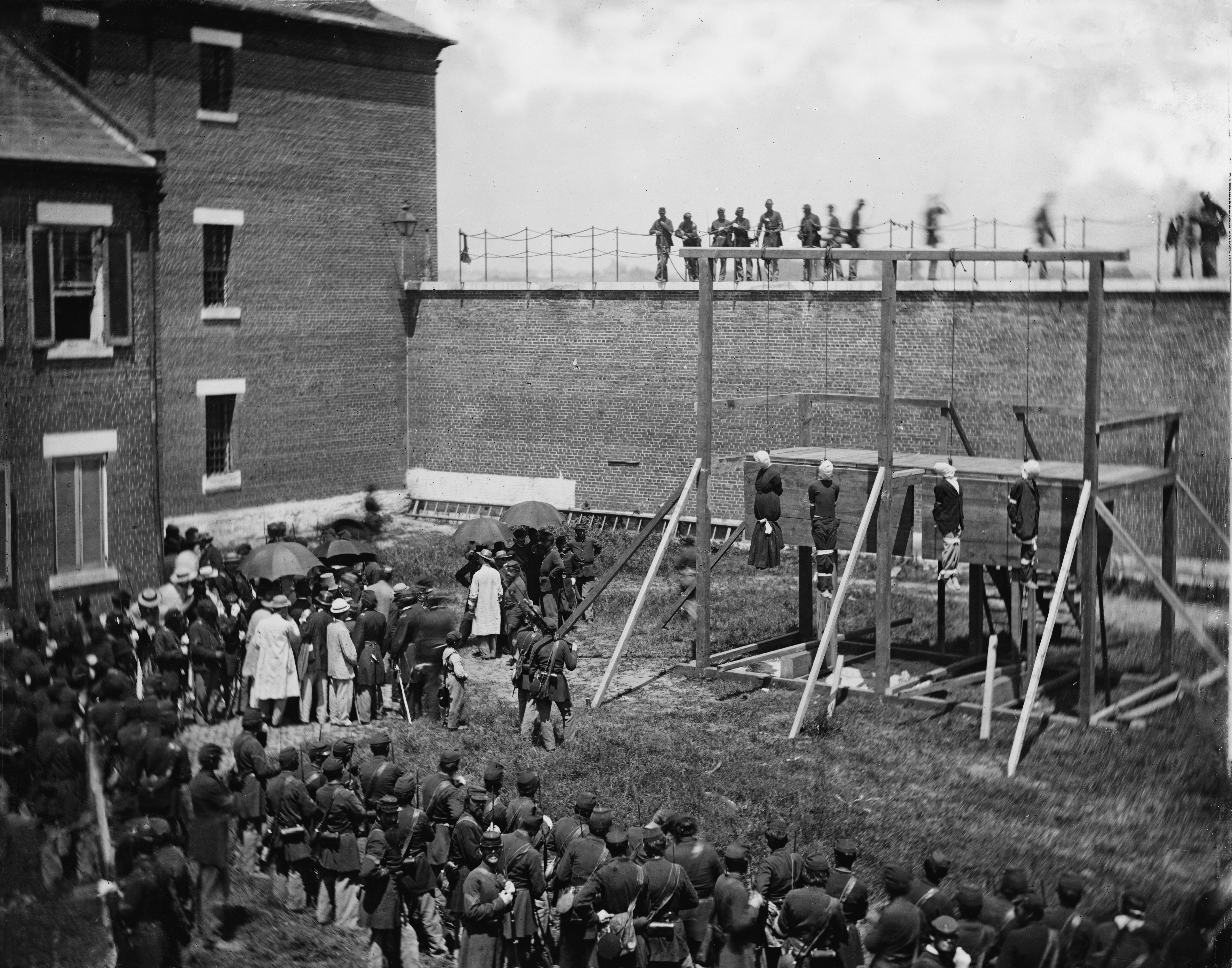
Hinrichtung Powells (2. v.l.) und der übrigen Verschwörer

 Am Abend des 14. April 1865, an dem Booth Lincoln im Ford Theater in Washington erschoss, drang Powell in das Haus des Außenministers William H. Seward ein und verletzte ihn mit mehreren Messerstichen schwer. Am 17. April wurde Powell festgenommen und von Sewards Butler identifiziert.
Am 7. Juli 1865 wurde Powell gemeinsam mit drei weiteren Verschwörern Mary Surratt, David Herold und George Atzerodt gehängt.